# عباس عاصی
عباس عاصی (عربی: عباس ابراهيم عاصي؛ زادهٔ ۹ ژوئیهٔ ۱۹۹۵) بازیکن فوتبال اهل لبنان است.
وی همچنین در تیم‌های ملی فوتبال زیر ۲۳ سال لبنان و لبنان بازی کرده‌است.